# José Joaquim Ferreira Rabelo
José Joaquim Ferreira Rabelo, primeiro e único barão do Serro, (Serro, 10 de maio de 1832 — Serro, 10 de setembro de 1910) foi um magistrado e político brasileiro.
Estudou no Seminário de Mariana e fez o curso de Direito na Faculdade do Recife e na Faculdade de São Paulo, passando a exercer o cargo de promotor público da terra natal.
Filiou-se ao Partido Liberal, tornando-se seu chefe no Serro e político de influência no norte de Minas, acabando por eleger-se deputado provincial em 1860/61 e deputado geral, em 1864/66 e 1867/68.
Foi agraciado pelo imperador Dom Pedro II com o título de barão por decreto de 19 de julho de 1879. Tornou-se abolicionista, um dos fundadores do Clube Republicano do Serro (juntamente com o irmão, coronel Sebastião José Ferreira Rabelo) e deputado federal à Constituinte de 1891, vivendo na famosa "Chácara do Barão" até sua morte, no Serro.